# Prevara o japonskem paleolitiku
Prevaro o japonskem paleolitiku (旧石器捏造事件 Kju-Sekki Necuzo Džiken) sestavljajo številne najdbe iz starejšega in srednjega paleolitika, ki jih je odkril amaterski arheolog Šin'iči Fudžimura. Kasneje so odkrili, da jih je ponaredil. Prevara je postala večji škandal v arheoloških krogih na Japonskem, ko je zgodbo o prevari 5. novembra 2000 objavil časopis Majniči Šinbun.
Fudžimura je začel z delom v sedemdesetih letih v prefekturi Mijagi. Takrat naj bi začel ustvarjati ponaredke, saj so si njegova odkrita sledila zelo hitro. Kmalu so ga vabili na razne ekspedicije in mnogi so ga videli kot "božansko roko". Drugi so bili tudi skeptični, saj niso pričakovali kamnitega orodja takšne starosti (starejše kot kjerkoli drugje v Aziji). Njegovo delo so sponzorirale mnoge organizacije, nekatera najdbišča pa je priznala celo vlada. Lokalne vlade so izdelovale spominke in promovirale turistične atrakcije.

## Odkritje prevare
Leta 2000 je v članku časopis Majniči Šinbun objavil dokaze o prevari. Posneli so ga med podtikanjem artefaktov, zaradi česar je bil prisiljen v priznanje. Kasneje je revizija Fudžimurovih odkritij pokazala, da je večkrat prestavil najdbe iz obdobja Džomon, na katerih je delal. Na teh artefaktih so bile očitne poškodbe, ki so nastale ob prvem izkopu. Včasih je artefakte odkril celo večkrat na različnih najdbiščih. Prevara ni bila omejena samo na predmete iz paleolitika, ampak tudi na tiste iz obdobja Džomon.
Odkritje je pokazalo na velike pomanjkljivosti v japonski arheologiji, kot je preveliko zanašanje na sloje vulkanskega pepela in ignoriranje drugih slojev. Postalo je očitno, da so ignorirali določene nenaravnosti v najdbah in očitne neskladnosti, kot so predmeti v sloju magme in vzorci, ki so bili podobni tistim v najdbiščih na desetine kilometrov stran.